# Czesław Suszczyk
Czesław (do 1949 Gerard) Suszczyk (ur. 4 stycznia 1922 w Chorzowie, zm. 1 kwietnia 1993 w Chorzowie) – polski piłkarz, grał najpierw na pozycji napastnika, później jako prawy pomocnik. Reprezentant Polski, olimpijczyk z Helsinek (1952).

## Życiorys
Urodził się 4 stycznia 1922 roku w Chorzowie. Po ukończeniu szkoły powszechnej podjął naukę w szkole zawodowej, po jej ukończeniu podjął pracę jako ślusarz.
Karierę piłkarską rozpoczął jako czternastolatek, w 1936 roku, jako bramkarz w Klubie Sportowym Państwowych Zakładów Azotowych w Chorzowie. Wkrótce zagrał jako napastnik w turnieju juniorów, zorganizowanym w tym samym roku na boisku KS Ruch Wielkie Hajduki. Był skutecznym napastnikiem, w 1937 roku w rozgrywkach juniorów strzelił 123 bramki.
W 1941 roku, jako dziewiętnastolatek, wcielony do służby w niemieckiej marynarce wojennej – Kriegsmarine. Służbę odbywał na niemieckim kontrtorpedowcu, działającym na Morzu Śródziemnym. Pod koniec wojny stacjonował w greckim porcie Pireus. W 1944 roku, po zajęciu portu przez wojska brytyjskie, przeniesiony do Świnoujścia, a następnie na wyspę Wolin. Trafił do polskiej niewoli, do 1946 roku osadzony w polskim obozie jenieckim w Bydgoszczy.
Po wojnie, w 1946 roku powrócił do Chorzowa. Początkowo grał jako lewy łącznik w górniczym Klubie Sportowym Kopalnia Prezydent w Chorzowie. Tego samego roku przeniósł się do Ruchu Chorzów, w którym pozostał do końca kariery. Zadebiutował w tym klubie, jako prawy pomocnik, w meczu o wejście do I ligi z Robotniczym Klubem Sportowym Widzew Łódź.
W pierwszej lidze bronił barw „Niebieskich” przez 12 sezonów (1948-1959), a w 233 meczach zdobył 17 goli. Z Ruchem świętował 3-krotnie zdobycie mistrzostwa Polski: 1951 (dzięki zdobyciu Pucharu Polski w tym samym roku), 1952, 1953 i jednego Pucharu Polski.
W 1949 roku władze zmusiły go do zmiany imienia Gerard na bardziej polsko brzmiące Czesław. Po zmianie imienia powołany do reprezentacji, debiutując w meczu z Rumunią. We wrześniu 1949 reprezentacja narodowa z jego udziałem wygrała z Bułgarią. W 1952 roku uczestnik igrzysk olimpijskich w Helsinkach, grał w zwycięskim meczu z Francją.
W 1957 zakończył karierę zawodnika, objął posadę trenerską w drużynie "Niebieskich", więc przez dwa lata był także grającym trenerem, a także był ciągle powoływany do kadry narodowej (ostatnie spotkanie z jego udziałem miał miejsce w 1958 w meczu z Irlandią). Ogółem wystąpił 26 razy jako reprezentant Polski, trzykrotnie w II reprezentacji kraju.
Karierę w Ruchu Chorzów skończył wraz z Gerardem Cieślikiem w 1959. Później prowadził drużynę juniorów Ruchu Chorzów, którą poprowadził do zdobycia mistrzostwa Polski juniorów w 1965. Następnie został trenerem KS Dąb Katowice, potem ROW Rybnik, który wprowadził do I ligi w 1968. Trenował także piłkarzy FKS Stal Mielec. W drugiej połowie lat 70. był trenerem Warty Zawiercie.

## Odznaczenia
Nagrodzony tytułem Zasłużonego Mistrza Sportu w 1960, a w 1970 odznaczony Złotym Krzyżem Zasługi.